# إرنست رينو
إرنست رينو (بالفرنسية: Ernest Renaud)‏ هو درامي ‏ فرنسي، ولد في 1799، وتوفي في 3 يوليو 1827 في باريس في فرنسا.